# Jüdischer Friedhof (Legden)

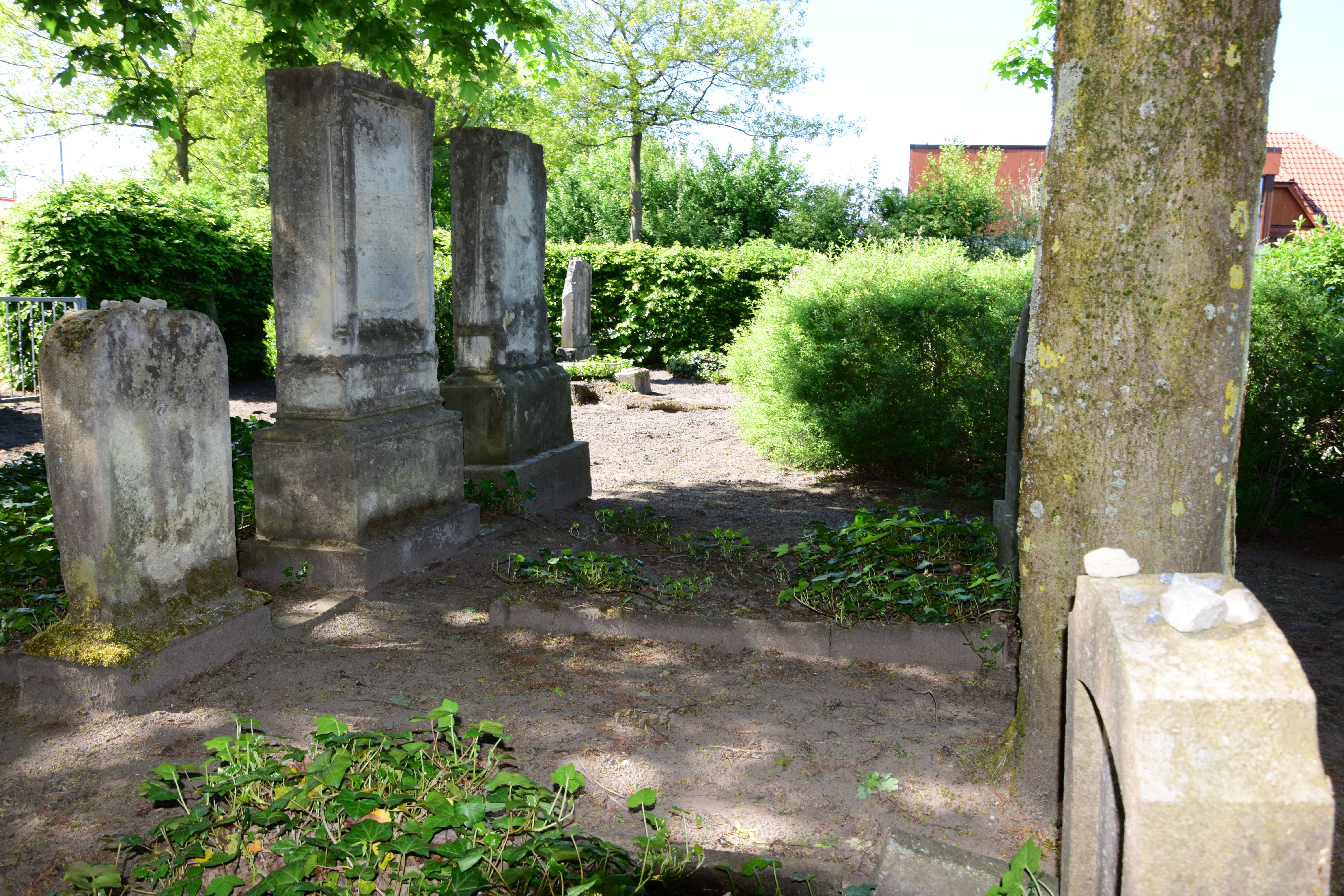
Jüdischer Friedhof in Legden

Der Jüdische Friedhof Legden ist ein jüdischer Friedhof in der Gemeinde Legden im Kreis Borken (Nordrhein-Westfalen). Er liegt am Westring Ecke Ahauser Straße.
Auf ihm befinden sich acht Grabsteine. Er ist 382 m² groß.
Der Friedhof wurde in der Zeit von etwa 1742 bis 1927 belegt. Im Jahre 1846 fand eine Erweiterung des Friedhofes statt. 